# 内藤真人
内藤 真人（ないとう まさと、1980年7月31日）は、日本の陸上競技選手で、110メートルハードルを専門とする。
愛知県豊田市出身。中京大学附属中京高等学校、法政大学を経て、ミズノに入社、2001年に学生記録を3度も更新し、その年の10月には13秒50の日本記録（当時）までも記録した。2003年には2度目の日本記録更新（13秒47）した。　また2001年、2003年、2005年、2007年の世界陸上で4度準決勝進出。2004年アテネオリンピック2008年北京オリンピック日本代表。2012年に競技生活を引退した。2015年より城西大学附属城西中学・高等学校において山村貴彦らと共に陸上競技部の指導にあたっている。

## 主な成績
- 2000年　日本選手権　第6位(13秒96)
- 2001年　日本選手権　優勝(13秒65、大会新記録) エドモントン世界陸上(準決勝)
- 2003年　日本選手権　第3位(13秒88) パリ世界陸上(準決勝)
- 2004年　日本選手権　第3位(13秒68) アテネオリンピック(2次予選)
- 2005年　日本選手権　優勝(13秒61、大会新記録) ヘルシンキ世界陸上(準決勝) アジア選手権(第4位)
- 2006年　日本選手権　優勝(13秒68) アジア大会第3位(銅メダル)
- 2007年　日本選手権　優勝(13秒55、大会新記録)大阪世界陸上準決勝(13秒58)
- 2008年　日本選手権　優勝(13秒66) 北京オリンピック(1次予選)
- 2009年　日本選手権　第3位(13秒81)
- 2010年　日本選手権　第5位(13秒82)
- 2011年　日本選手権　決勝(途中棄権)

## 自己記録
- 110メートルハードル　13秒43（日本歴代11位）　2007年5月19日
- 60メートルハードル　　7秒75（元室内日本記録）　2008年3月8日